# Pistolet maszynowy MP7
MP7A1 (pierwotna nazwa PDW2000) – niemiecki pistolet maszynowy klasy PDW zasilany amunicją 4,6 × 30 mm. Produkowany przez firmę Heckler und Koch GmbH z Oberndorf am Neckar.

## Historia konstrukcji
W 1999 firma Heckler und Koch zaprezentowała swoją propozycję broni klasy PDW. Nowa konstrukcja miała się stać bezpośrednią konkurencją dla belgijskiego FN P90. Ponieważ konstruktorzy HK opracowywali swoją broń w kilka lat po belgijskich, mogli wykorzystać doświadczenia konkurencji. Jako że futurystyczne kształty P90 często zniechęcały potencjalnych nabywców, broń zbudowano w klasycznym układzie z gniazdem magazynka w chwycie, ze składanym chwytem przednim. Zastosowano też słabszy nabój (uznano wymagania dotyczące penetracji osłon osobistych ustalone w czasie programu CRISAT). W roku 2000 przedstawiono nową wersję prototypową, a w 2001 ponownie przekonstruowana broń trafiła jako MP7 w ręce żołnierzy Kommando Spezialkräfte. Pojawiła się także nowa wersja amunicji 4,6 × 30 mm, wyposażona w cięższy pocisk. W 2004 roku zaprezentowano nową, ponownie zmodernizowaną wersję MP7A1 i jest to wersja obecnie produkowana. Obecnie pistolet maszynowy jest produkowany i wypiera w uzbrojeniu Bundeswehry pistolety maszynowe MP5. W 2004 roku pojawiły się także pistolety MP7A1 wyposażone w bezpiecznik spustowy. Zaprezentowano także pistolet UCP zasilany taką samą amunicją jak MP7 (odpowiednik belgijskiego FiveseveN).
W 2004 1800 pistoletów maszynowych MP7 zamówiło brytyjskie ministerstwo obrony. Staną się one uzbrojeniem dla funkcjonariuszy policji ministerstwa obrony (żandarmeria) ochraniających bazy wojskowe. Jednocześnie zapowiedziano, że do końca pierwszej dekady XXI wieku zostanie zakupione łącznie 15 000 egz. tych pistoletów maszynowych.

## Wersje

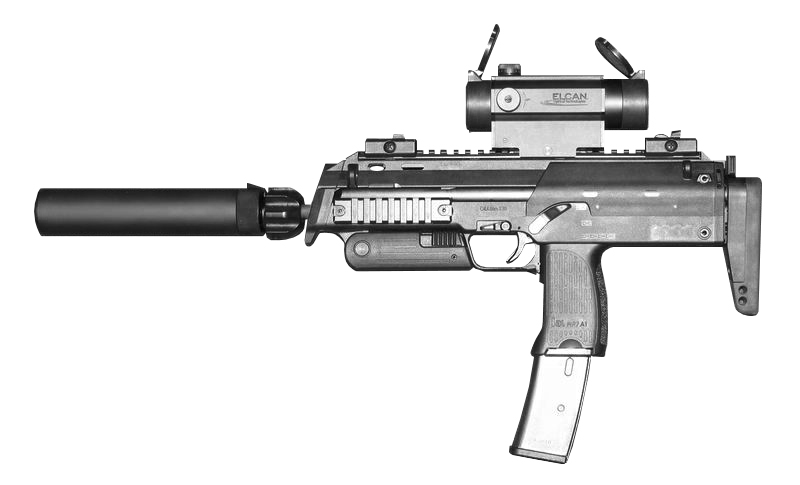
MP7A1 z tłumikiem dźwięku i celownikiem kolimatorowym

- PDW2000 (wczesny) – pistolet maszynowy przeznaczony do przenoszenia w kaburze (brak mocowań pasa nośnego). Brak zaczepu zamka. Mechaniczne przyrządy celownicze umieszczone bezpośrednio na pokrywie komory zamkowej. W tylnej części pokrywy komory zamkowej krótka szyna Picatinny (najczęściej mocowany był na niej celownik kolimatorowy Fire-Point). W przedniej części komory zamkowej jeden rząd otworów wentylacyjnych. Lufa zakończona demontowalnym szczelinowym tłumikiem płomieni
- PDW2000 (późny) – pistolet maszynowy wyposażono w ręczny dosyłacz zamka (pełniący funkcję zaczepu zamka). Dźwignia zaczepu po lewej stronie broni. Ponieważ uniemożliwiała ona przenoszenie broni w kaburze, został on wyposażony w umieszczone po lewej stronie mocowania pasa nośnego. Szyna Picatinny taka sama jak we wczesnych wersjach, ale celownik kolimatorowy Z-Point (opracowany specjalnie dla HK przez firmę Zeiss Optronik Wetzlar GmbH).
- MP7 – pierwsza wersja produkowana seryjnie. Została pozbawiona ręcznego dosyłacza zamka. Wyposażona w klasyczny zaczep zamka. Dźwignia zwalniania zamka umieszczona obustronnie nad spustem. Powiększona dźwignia bezpiecznika-przełącznika rodzaju ognia i rękojeść napinania. Nowa pokrywa komory zamkowej nie jest odłączana przy częściowym rozkładaniu i wyposażona jest w długą szynę Picatinny. Mocowania pasa nośnego przeniesiono na prawą stronę broni. Powiększono i pogrubiono stopkę kolby. Mechaniczne przyrządy celownicze umocowane na szynie. Złożone składają się z muszki trapezowej i szczerbiny, po rozłożeniu z muszki słupkowej i przeziernika. Zasadniczym celownikiem jest kolimatorowy Z-Point. Tłumik płomieni jest mocowany standardowo.
- MP7A1 – obecnie produkowana wersja seryjna. Dodano umieszczone po obu stronach komory zamkowej mocowania, na których można umieścić krótkie szyny Picatinny. Na potrzeby Bundeswehr produkowana w dwóch odmianach:
  - MP7A1 IdZ (Infanterist der Zukunft) – wersja przeznaczona dla żołnierzy funkcyjnych jako broń służąca do samoobrony. Posiada umieszczone na górnej szynie Picatinny uproszczone mechaniczne przyrządy celownicze (muszka trapezowa i szczerbinka) i celownik kolimatorowy Z-Point. Magazynki 20 nabojowe.
  - MP7A1 KSK (Kommando Spezialkräfte) – wersja dla oddziałów specjalnych. Mechaniczne przyrządy celownicze jak w wersji MP7A1. Zasadniczym celownikiem jest holograficzny EOTech 551. Kolba składana posiada możliwość ustawiania w położeniach pośrednich pomiędzy złożoną a całkowicie rozłożoną. Po obu stronach stopki kolby dodatkowe mocowania pasa nośnego. Magazynki 20 i 40 nabojowe. Część pistoletów maszynowych MP7A1 KSK jest wyposażona w nakręcane tłumiki dźwięku Rotex firmy Brügger+Thomet.

## Dane taktyczno-techniczne
| Wzór                                                      | (PDW2000)   | MP7A1       |
| Nabój                                                     | 4,6 × 30 mm | 4,6 × 30 mm |
| Masa broni niezaładowanej bez celownika (kg)              | ok. 1,6     | 1,6         |
| Masa broni załadowanej (40 nabojów) z cel. optycznym (kg) | ?           | 2,15        |
| Długość broni z kolbą rozłożoną (mm)                      | 517         | 540         |
| Długość broni z kolbą złożoną (mm)                        | 340         | 340         |
| Długość lufy (mm)                                         | 180         | 180         |
| Długość linii celowniczej (mm)                            | ?           | 250         |
| Szybkostrzelność teoretyczna (strz./min)                  | 950         | 950         |
| Prędkość początkowa pocisku (m/s)                         | 725         | 685         |
| Energia początkowa pocisku (J)                            | 469, 225    | 470         |
| Zasięg efektywny (m)                                      | 200         | 200         |

## Opis konstrukcji

Pistolet maszynowy MP7A1 jest indywidualną bronią samoczynno-samopowtarzalną. Zasada działania oparta na wykorzystaniu energii gazów prochowych odprowadzanych przez boczny otwór lufy. Tłok gazowy o krótkim ruchu przekazuje energię przez popychacz na suwadło. Ryglowanie przez obrót zamka. Po wystrzeleniu ostatniego naboju zamek zatrzymuje się w tylnym położeniu na zaczepie. Dźwignia zwalniania zaczepu po obu stronach broni nad spustem. Mechanizm spustowy kurkowy umożliwia strzelanie ogniem pojedynczym i seriami. Dźwignia przełącznika rodzaju ognia (pełniąca także funkcję dźwigni bezpiecznika) po obu stronach broni. Zasilanie z dwurzędowych magazynków łukowych o pojemności 20 lub 40 naboi. Przyrządy celownicze mocowane na szynie Picatinny. Kolba składana wysuwana.